# Vela nos Jogos Olímpicos de Verão de 1996 - Star
As provas da classe Star da vela nos Jogos Olímpicos de Verão de 1996 ocorreram entre 22 de julho e 6 de agosto daquele ano na costa de Savannah em Geórgia, nos Estados Unidos. O programa compunha dez regatas. Para esta classe, houve 50 velejadores de 25 nações inscritas.

## Medalhistas
A dupla brasileira Torben Grael e Marcelo Ferreira finalizou a competição em primeiro lugar, tendo vencido duas das dez regatas, e conquistou a medalha de ouro. A prata firmou-se com os suecos Hans Wallén e Bobby Lohse. Por fim, a medalha de bronze ficou com Colin Beashel e David Giles, da Austrália.
|  | BRA Brasil                    |  | SWE Suécia              |  | AUS Austrália             |
|  | Torben Grael Marcelo Ferreira |  | Hans Wallén Bobby Lohse |  | Colin Beashel David Giles |

## Resultados
Estes foram os resultados da competição:
| Pos.              | Tripulação                                   | Regata I | Regata I | Regata II | Regata II | Regata III | Regata III | Regata IV | Regata IV | Regata V | Regata V | Regata VI | Regata VI | Regata VII | Regata VII | Regata VIII | Regata VIII | Regata IX | Regata IX | Regata X | Regata X | Total | Total -1 |
| Pos.              | Tripulação                                   | Pts.     | Pos.     | Pts.      | Pos.      | Pts.       | Pos.       | Pts.      | Pos.      | Pts.     | Pos.     | Pts.      | Pos.      | Pts.       | Pos.       | Pts.        | Pos.        | Pts.      | Pos.      | Pts.     | Pos.     | Total | Total -1 |
| ----------------- | -------------------------------------------- | -------- | -------- | --------- | --------- | ---------- | ---------- | --------- | --------- | -------- | -------- | --------- | --------- | ---------- | ---------- | ----------- | ----------- | --------- | --------- | -------- | -------- | ----- | -------- |
| Medalha de ouro   | BRA Torben Grael e Marcelo Ferreira          | 1        | 1.0      | 6         | 6.0       | 2          | 2.0        | 7         | 7.0       | 1        | 1.0      | 4         | 4.0       | 9          | 9.0        | 2           | 2.0         | 6         | 6.0       | 3        | 3.0      | 41.0  | 25.0     |
| Medalha de prata  | SWE Hans Wallén e Bobby Lohse                | 4        | 4.0      | 7         | 7.0       | 7          | 7.0        | 8         | 8.0       | 2        | 2.0      | 1         | 1.0       | 3          | 3.0        | 4           | 4.0         | 8         | 8.0       | 1        | 1.0      | 45.0  | 29.0     |
| Medalha de bronze | AUS Colin Beashel e David Giles              | 11       | 11.0     | 1         | 1.0       | 1          | 1.0        | 1         | 1.0       | 8        | 8.0      | 3         | 3.0       | 2          | 2.0        | 7           | 7.0         | 9         | 9.0       | PMS      | 26.0     | 69.0  | 32.0     |
| 4                 | GRE Anastasios Bountouris e Dimitrios Boukis | 6        | 6.0      | 8         | 8.0       | 14         | 14.0       | 3         | 3.0       | 6        | 6.0      | 6         | 6.0       | 1          | 1.0        | 16          | 16.0        | 4         | 4.0       | 11       | 11.0     | 75.0  | 45.0     |
| 5                 | NZL Rod Davis e Don Cowie                    | 2        | 2.0      | 4         | 4.0       | 17         | 17.0       | 11        | 11.0      | 10       | 10.0     | 9         | 9.0       | 4          | 4.0        | 6           | 6.0         | 1         | 1.0       | 10       | 10.0     | 74.0  | 46.0     |
| 6                 | ITA Enrico Chieffi e Roberto Sinibaldi       | 15       | 15.0     | 3         | 3.0       | 6          | 6.0        | 6         | 6.0       | 3        | 3.0      | 2         | 2.0       | 5          | 5.0        | 13          | 13.0        | 14        | 14.0      | PMS      | 26.0     | 93.0  | 52.0     |
| 7                 | ESP José Doreste e Javier Hermida            | 5        | 5.0      | 5         | 5.0       | 11         | 11.0       | 13        | 13.0      | 9        | 9.0      | 11        | 11.0      | PMS        | 26.0       | 1           | 1.0         | 15        | 15.0      | 2        | 2.0      | 98.0  | 57.0     |
| 8                 | USA Mark Reynolds e Hal Haenel               | 3        | 3.0      | 2         | 2.0       | 5          | 5.0        | 5         | 5.0       | 5        | 5.0      | 21        | 21.0      | 15         | 15.0       | 22          | 22.0        | 18        | 18.0      | 5        | 5.0      | 101.0 | 58.0     |
| 9                 | DEN Michael Hestbæk e Martin Hejlsberg       | 7        | 7.0      | 9         | 9.0       | 8          | 8.0        | 2         | 2.0       | 12       | 12.0     | 10        | 10.0      | 6          | 6.0        | 10          | 10.0        | 12        | 12.0      | 13       | 13.0     | 89.0  | 64.0     |
| 10                | GER Frank Butzmann e Kai Falkenthal          | 8        | 8.0      | 13        | 13.0      | 4          | 4.0        | 4         | 4.0       | 17       | 17.0     | 12        | 12.0      | 8          | 8.0        | 15          | 15.0        | 2         | 2.0       | 15       | 15.0     | 98.0  | 66.0     |
| 11                | GBR Glyn Charles e George Skuodas            | 14       | 14.0     | 14        | 14.0      | 10         | 10.0       | 17        | 17.0      | 4        | 4.0      | 7         | 7.0       | 7          | 7.0        | 3           | 3.0         | 16        | 16.0      | 9        | 9.0      | 101.0 | 68.0     |
| 12                | IRL Mark Mansfield e David Burrows           | 22       | 22.0     | PMS       | 26.0      | 12         | 12.0       | 9         | 9.0       | 16       | 16.0     | 13        | 13.0      | 10         | 10.0       | 8           | 8.0         | 3         | 3.0       | 4        | 4.0      | 123.0 | 75.0     |
| 13                | BER Peter Bromby e Lee White                 | 9        | 9.0      | 20        | 20.0      | 9          | 9.0        | 10        | 10.0      | 11       | 11.0     | 19        | 19.0      | 14         | 14.0       | 11          | 11.0        | 11        | 11.0      | 6        | 6.0      | 120.0 | 81.0     |
| 14                | CAN Ross MacDonald e Eric Jespersen          | DSQ      | 26.0     | PMS       | 26.0      | 3          | 3.0        | 18        | 18.0      | 7        | 7.0      | 8         | 8.0       | 11         | 11.0       | 5           | 5.0         | 23        | 23.0      | 7        | 7.0      | 134.0 | 82.0     |
| 15                | AUT Hubert Raudaschl e Andreas Hanakamp      | 12       | 12.0     | 12        | 12.0      | 13         | 13.0       | 19        | 19.0      | 13       | 13.0     | 5         | 5.0       | 13         | 13.0       | 20          | 20.0        | 13        | 13.0      | 8        | 8.0      | 128.0 | 89.0     |
| 16                | GEO Guram Biganishvili e Vladimer Gruzdevi   | 13       | 13.0     | 10        | 10.0      | 22         | 22.0       | 14        | 14.0      | 23       | 23.0     | 24        | 24.0      | 21         | 21.0       | 9           | 9.0         | 5         | 5.0       | 18       | 18.0     | 159.0 | 112.0    |
| 17                | RUS Viktor Solovyov e Anatoly Mikhaylin      | 10       | 10.0     | 16        | 16.0      | 21         | 21.0       | DNF       | 26.0      | 14       | 14.0     | 15        | 15.0      | 19         | 19.0       | 19          | 19.0        | 7         | 7.0       | 21       | 21.0     | 168.0 | 121.0    |
| 18                | HUN Csaba Haranghy e András Komm             | 21       | 21.0     | 18        | 18.0      | 20         | 20.0       | 16        | 16.0      | 20       | 20.0     | 17        | 17.0      | 17         | 17.0       | 14          | 14.0        | 10        | 10.0      | 16       | 16.0     | 169.0 | 128.0    |
| 19                | BAH Mark Holowesko e Myles Pritchard         | 20       | 20.0     | 11        | 11.0      | 15         | 15.0       | 20        | 20.0      | 21       | 21.0     | 18        | 18.0      | 12         | 12.0       | 23          | 23.0        | 20        | 20.0      | 12       | 12.0     | 172.0 | 128.0    |
| 20                | FIN Richard Grönblom e Ville Kurki           | 16       | 16.0     | 19        | 19.0      | 18         | 18.0       | 12        | 12.0      | 15       | 15.0     | 16        | 16.0      | 16         | 16.0       | DNF         | 26.0        | 17        | 17.0      | 19       | 19.0     | 174.0 | 129.0    |
| 21                | POR Diogo Cayolla e Miguel Costa             | 19       | 19.0     | 15        | 15.0      | 16         | 16.0       | 15        | 15.0      | 18       | 18.0     | 14        | 14.0      | 20         | 20.0       | 18          | 18.0        | 21        | 21.0      | 14       | 14.0     | 170.0 | 129.0    |
| 22                | ARG Guillermo Calegari Jr. e Mauro Maiola    | 17       | 17.0     | 17        | 17.0      | 23         | 23.0       | 22        | 22.0      | 19       | 19.0     | 22        | 22.0      | 18         | 18.0       | 17          | 17.0        | 19        | 19.0      | 17       | 17.0     | 191.0 | 146.0    |
| 23                | BLR Sergey Khoretsky e Vladimir Zuyev        | 18       | 18.0     | 21        | 21.0      | 19         | 19.0       | 21        | 21.0      | 22       | 22.0     | 20        | 20.0      | 22         | 22.0       | 21          | 21.0        | 22        | 22.0      | 20       | 20.0     | 206.0 | 162.0    |
| 24                | ASA Robert Lowrance e Fua Logo Tavui         | 23       | 23.0     | 23        | 23.0      | DNF        | 26.0       | 24        | 24.0      | 25       | 25.0     | 25        | 25.0      | 23         | 23.0       | 12          | 12.0        | 25        | 25.0      | 22       | 22.0     | 228.0 | 177.0    |
| 25                | CAY Donald McLean e Carson Ebanks            | 24       | 24.0     | 22        | 22.0      | 24         | 24.0       | 23        | 23.0      | 24       | 24.0     | 23        | 23.0      | PMS        | 26.0       | 24          | 24.0        | 24        | 24.0      | 23       | 23.0     | 237.0 | 187.0    |

### Classificação diária

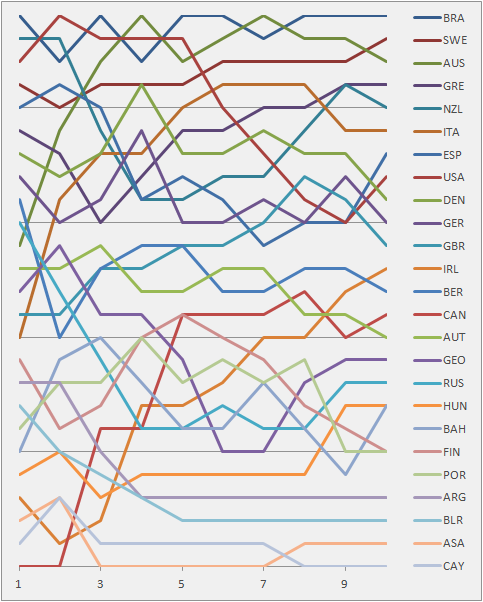
Gráfico mostrando a classificação diária na classe.